# Lengerich (Basse-Saxe)
Pour les articles homonymes, voir Lengerich.
Lengerich est une municipalité allemande du land de Basse-Saxe et l'arrondissement du Pays de l'Ems.